# Архітектура Улан-Уде
Архітектура Улан-Уде відображає культурні, історичні та географічні особливості міста Улан-Уде, що розташований в Бурятії, Росія. Стиль включає в себе різноманітні архітектурні форми, які відображають вплив китайської, монгольської, тибетської і російської культур. В архітектурі Улан-Уде також можна побачити багато храмів і будівель, що відображають релігійні переконання місцевих мешканців, зокрема буддистів і православних християн.

## Історія
Удинський острог побудований, за різними даними, 1677, 1678 чи 1680 року. До 1716 із заходу до п'ятибаштового острогу прибудували нову стіну. На новій площі розташувалися будівлі із щільною квартальною забудовою. Зі зведенням стін навколо поселення Удинськ перетворився на фортецю найбільш поширеного в Сибіру типу — «подвійний острог».

### XVIII століття

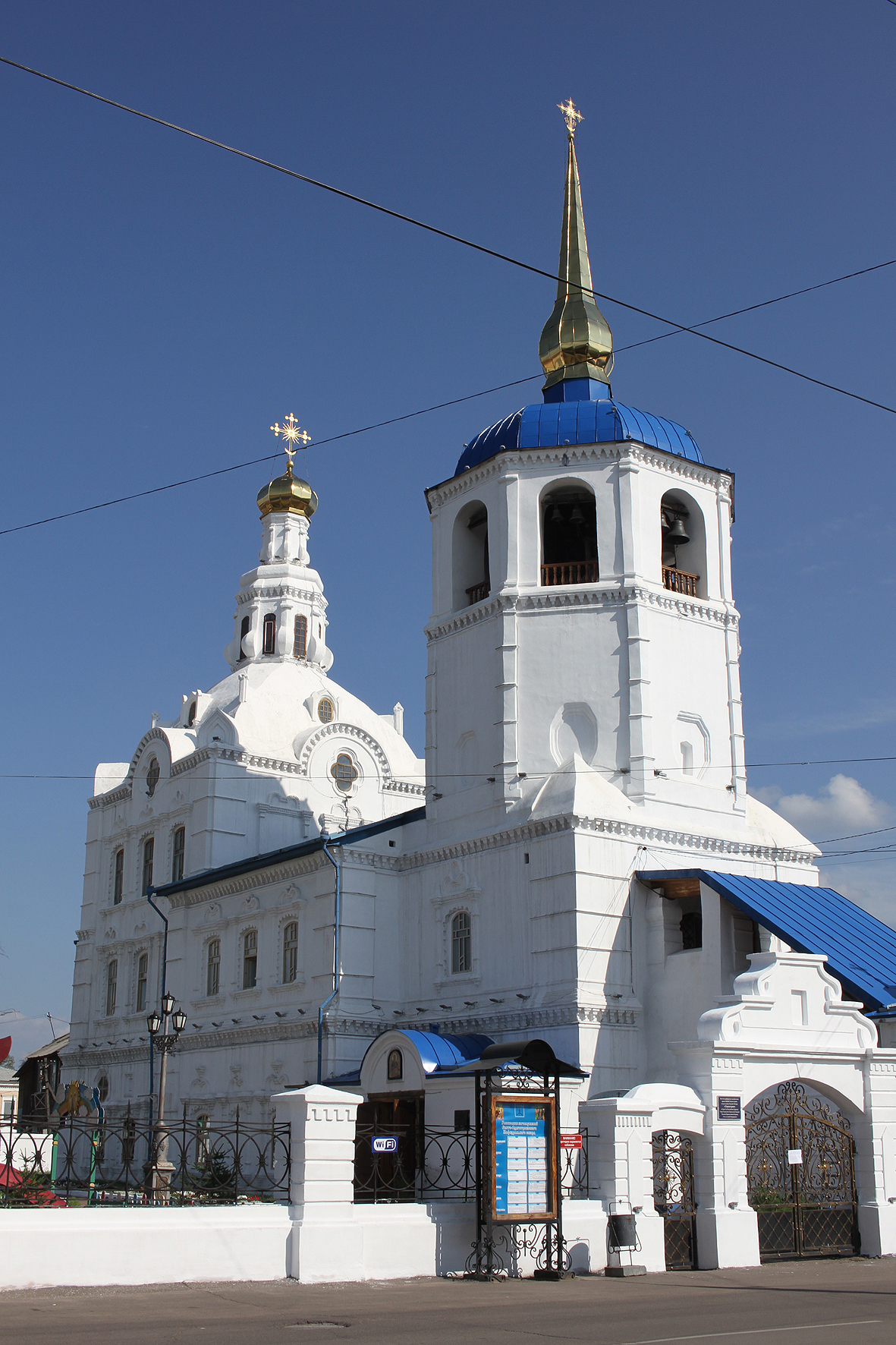
Одигітрієвський собор, 1741–1785

1741 року почалося будівництво Одигітрієвського собору — першої кам'яної будівлі в місті. Від собору до Нагірної площі прокладається Велика вулиця. Пізніше вона стала називатися Великою Миколаївською (нині вулиця Леніна). Одигітрієвський собор став висотною домінантою міста. Його положення було прийнято за вихідну точку при розподілі сітки вулиць у містобудівних планах XVIII—XIX століть.
За свідченнями П. С. Палласа в 1770-і роки фортеця все ще стояла на горі, але її жителі переселилися в слободу.
Будівництво дерев'яної цвинтарної Троїцької церкви почалося в 1770. У 1786 році трохи на північ від старої будівлі дерев'яної Спаської церкви почалося будівництво кам'яного храму, що завершилося в 1800 році. Церква знаходилася на розі вулиць Калініна (колишня Спаська) та Соборної . У церков утворюються вільні простори, які грали роль архітектурно-композиційних вузлів. На початку XVIII століття дерев'яні церкви будувалися в стилі шатрових, кубуватих церков Російської Півночі. У другій половині XVIII століття формується стиль сибірського бароко.
З 1780 року у місті проходять ярмаркові торги. З 1786 року вони проводяться двічі на рік (пізніше Верхньоудінський ярмарок). Верхньоудинськ поступово перетворюється на основний перевалочно-складський і товаророзподільний центр, стаючи великим торговим центром Західного Забайкалля. Пізніше вулиці міста називаються прізвищами великих купців, що мешкають на них: Лосівська, Голдобинська, Курбатівська, Мордовська та ін. Ярмаркові торги відбуваються на Базарній площі (нині площа Революції 1905).

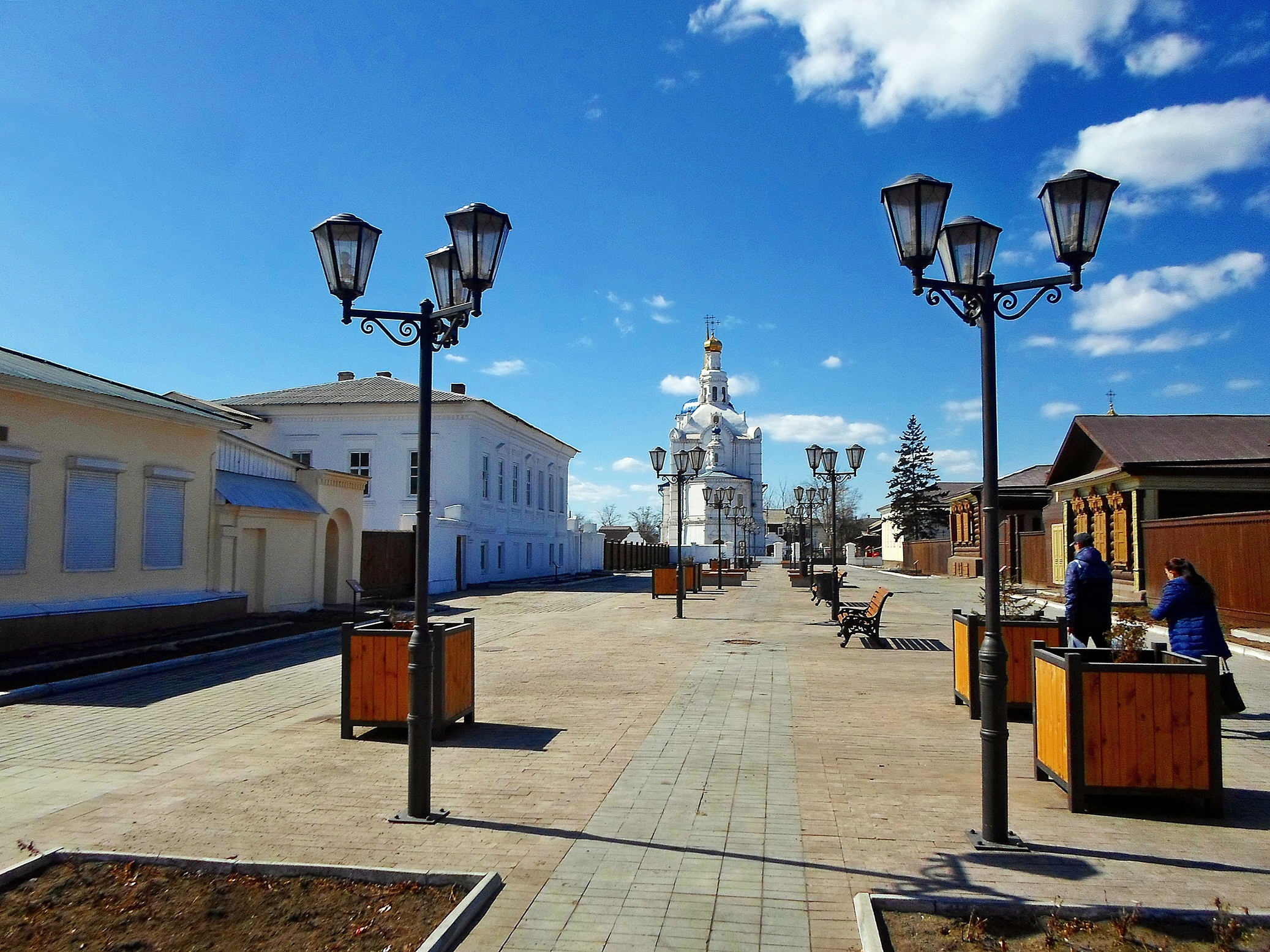
Соборна вулиця

У 1792 році Верхньоудинськ ділився на дві частини: городову та слобідську. У містовій частині зберігається острог, у слобідській розташовувалися п'ять провіантських магазинів, канцелярія, казарми, винний підвал, питні дома, торгові лавки, богадельня, чотири адміністративні будівлі, 110 обивальних будинків, дві дерев'яні та одна кам'яна церкви. Місто розвивалося вздовж річки Уди. Головною вулицею була Соборна.
У третій частині XVIII століття в російських містах проводилися заходи з метою впорядкування забудови, відповідно до указу Катерини II від 25 липня 1763 року «Про створення всіх міст, їх будову і вулицями спеціальних планів по кожній губернії особливо». У 1765 році був прийнятий план забудови міста. У 1780 році, як перспективний напрямок, була обрана нагірна частина міста згідно з планом регулярної забудови. Храми з їхніми площами були прийняті як центральні будівлі та архітектурні домінанти, які завершували перспективу вулиць.
До 1790-х років у місті налічувалося 110 будинків та проживало 4710 осіб. В історичній частині квартали правильної геометричної форми, вулиці прямі та рівні, орієнтовані паралельно берегам Уди та Селенги.

### XIX століття
Перші кам'яні житлові будинки з'явилися у місті на початку XIX століття.

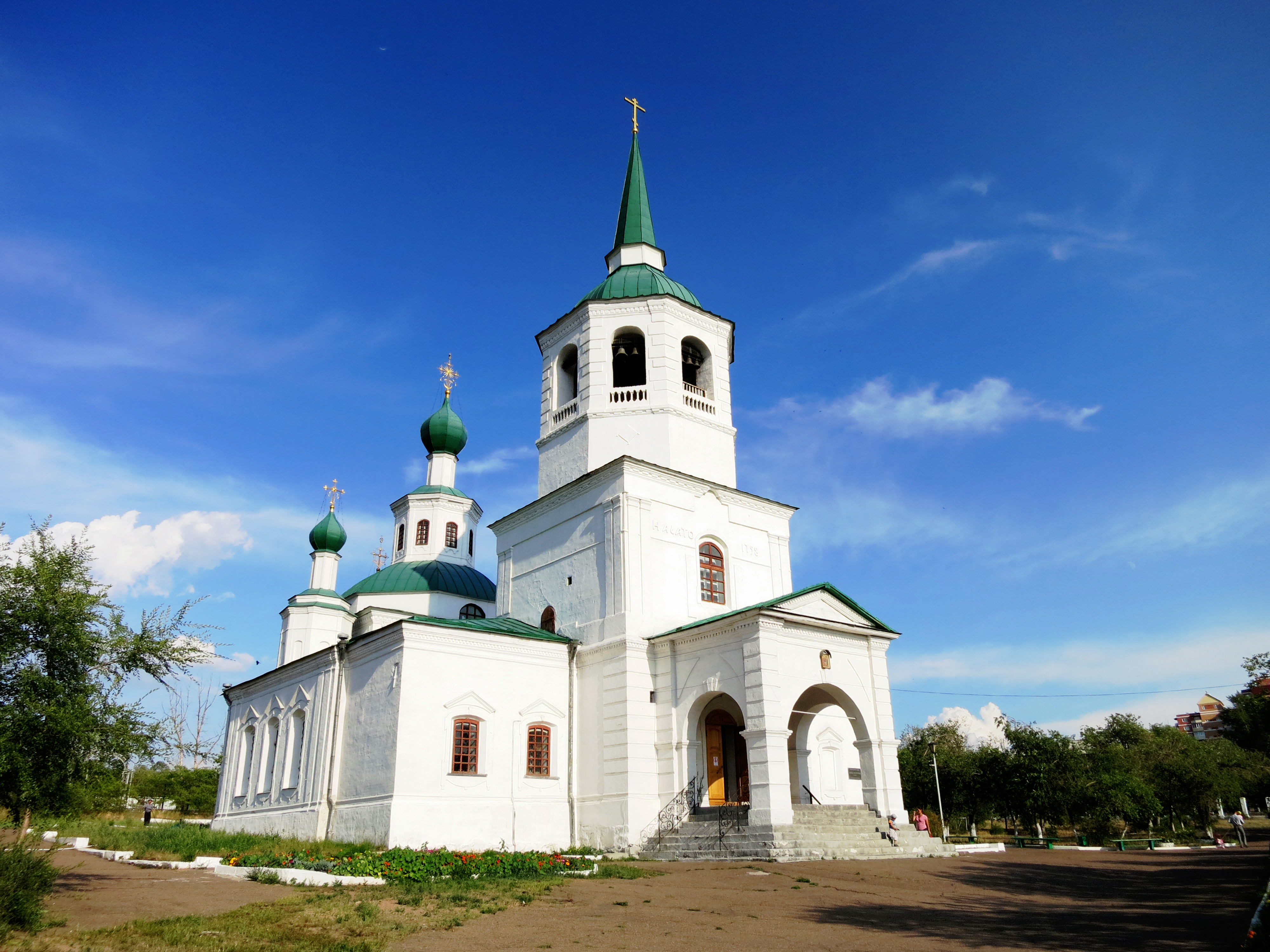
Троїцька церква (1798—1809)

У 1810 році було видано альбом «Збори найвищо апробованих фасадів» (Зразкові проекти). Городничим наказувалося мати екземпляр альбому. Особлива увага приділялася зовнішньому вигляду центру міста та головних вулиць. Для будівництва та реконструкції будівель у першій половині XIX століття був потрібен дозвіл поліції та санкція Іркутської будівельної комісії. У 1853 року указ Сенату дав право городничим дозволяти будівництво обивательских будинків, мають до п'яти вікон включно.
У 1816 році в історичній частині Верхньоудинська було запроваджено новий проект забудови, розроблений Я. Кругликовим, іркутським губернським архітектором. Цей проект включав периметральну забудову кварталів з безперервним фронтом декоративно оформлених фасадів вздовж головної лінії вулиць і став основою для сучасного планування міста.

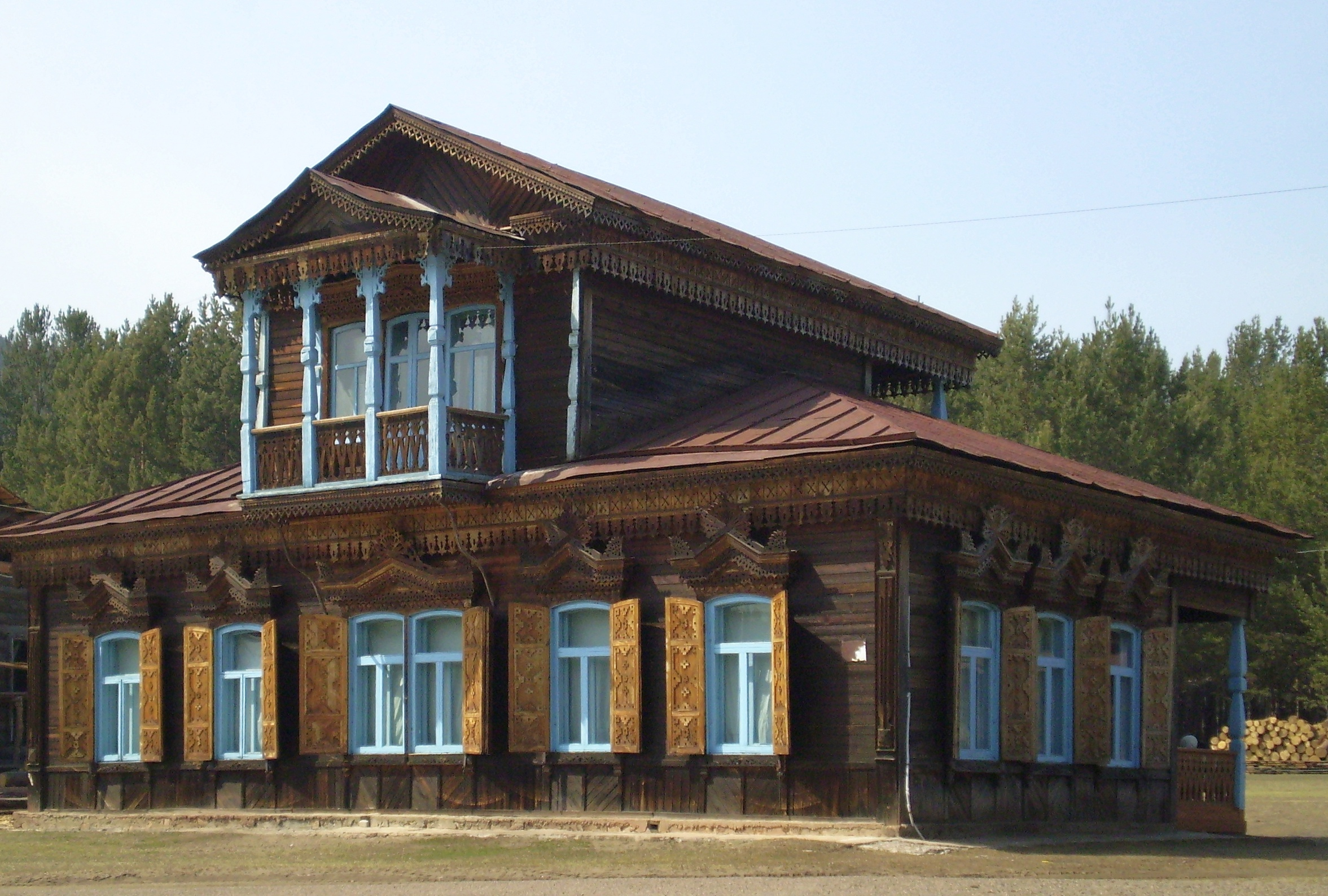
Будинок з мезоніном

Місто поділялося на три частини: на власне міську частину, Заудинське передмістя (Заудинська слобода) та передмістя на лівому березі Селенги — Поселля, що виникло на початку XIX століття. У 1810 році у міській частині було 12 вулиць: Велика Набережна (вул. Смоліна), Трактова (вул. Леніна), Північно-Південна (Комуністична вул.), Спаська (вул. Калініна), Набережна по Уді (Набережна вул.), Соборна, Міщанська (вул. Банзарова), Солдатська (вул. Свердлова), Троїцька (вул. Куйбишева), Вітальня (вул. Кірова), Ямська (вул. Каландарішвілі), Лугова (Радянська вул.). У Заудинському передмісті було шість вулиць: Перевізна (Велика Центральна вул. Бабушкіна), Набережна (Мостова вул.), Вознесенська (Виробнича вул.), Середня (Міщанська — Громадянська вул.), Кам'яна (Підкаменська вул.), Косогірна (Станічна — Червоногвардійська вул.).

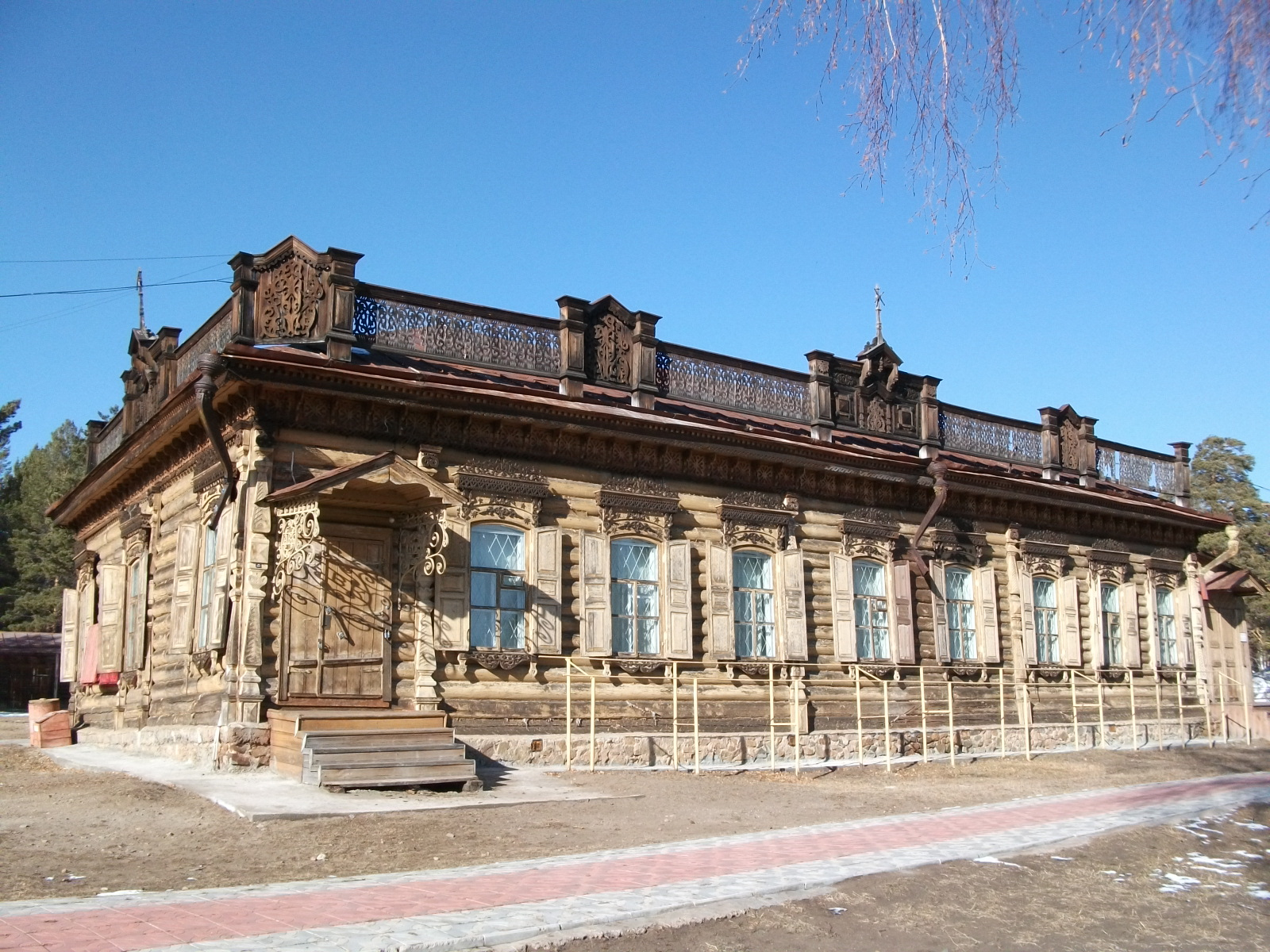
Прибутковий будинок

За даними за 1828 рік у Поселлі проживало 35 міщан та цехових. У 1830-ті роки у міській частині виникли вулиці Закалтусна (Профспілкова вул.) та Мокрослобідська (вул. Балтахінова). До 1833 року у Заудинському передмісті було вже дев'ять вулиць.
За планом 1839 року загальну площу територій межах міської межі було визначено майже 12 тисяч десятин. Ця площа міста зберігалася до кінця XIX ст.
За проектом 1846 року архітектора Суторміна передбачалося освоювати нагірну та північну частини міста, прилеглі до Іркутського тракту та річки Селенге. З 1833 по 1867 кількість будівель міста збільшилася з 451 до 617.
Городове положення від 16 червня 1870 року надало право міським управам затверджувати плани та фасади приватних будівель, видавати дозволи на розбудову та спостерігати за правильним використанням будівель.
Функцію парадної площі виконувала південна частина Базарної площі. Під час державних свят (коронації, відзначення 900-річчя хрещення Русі тощо) будинки на площі прикрашалися прапорами, ліхтарями, транспарантами.
З 1810 по 1895 населення міста виросло з 3 до 5,5 тисяч осіб. Кількість житлових будинків зросла з 402 до 763, їх 55 були кам'яними.

#### Садиби
У XIX столітті місто було забудоване садибами з великою кількістю надвірних споруд. У міській частині головні будинки садиб були переважно двоповерховими, з фасадами, що виходять на вулицю. На першому поверсі розміщувалися крамниці, магазини, контори. На подвір'ї могли бути: город, стайня, лазня, сараї, комори, льохи, підвали, питні заклади та інші будівлі. У Заудинській слободі садиби міщан та козаків були скромнішими.
У другій половині XIX століття після пожежі 1878 року в центральній частині міста замість дерев'яних садиб будуються кам'яні будинки. Частково зберігаються флігелі та деякі надвірні споруди.

#### Соборна площа
Пожежа 10 червня 1878 знищила близько 70-75 % будівель міста.
Одигітрієвський собор був забудований дерев'яними житловими будинками і постраждав у вогні. Після пожежі було ухвалено рішення створити навколо собору велику площу. З півдня нова площа обмежувалася садибами Набережної вулиці, із заходу — Великою вулицею, зі сходу будинком № 1 на Соборній вулиці та садибою купця 2-ї гільдії Олександра Єгоровича Мордовського (вул. Банзарова, 20). У північно-східному розі площі розташовувалася садиба купця 1-ї гільдії Олександра Петровича Кулакова (вул. Банзарова, 11) (не збереглася). На північному кордоні площі була садиба купця 2-ї гільдії Василя Машанова (вул. Леніна, 15).
На Соборній площі проводилися святкові молебні та заходи: на честь 300-річчя приєднання Сибіру, коронації та інші.

#### Оподаткування нерухомості
Земельні ділянки віддавалися міською владою в оренду мешканцям на різні терміни: на 10, 12, 20 років, на 40 років з правом продовження ще на 20 років, на 99 років, а також на термін, який «міська дума знайде собі зручним». Ділянки землі здавалися у найм з торгів. Орендарі могли будувати на них житлові будинки та інші будівлі, дотримуючись правил будівельного статуту та чинних обов'язкових ухвал міської думи, виданих 12 вересня 1879 року. Земельні ділянки також продавалися з торгів у вічне та спадкове володіння.
В 1876 подушна подати була замінена податком з нерухомого майна всіх власників. У міську скарбницю збирався збір, що дорівнює 1 % вартості майна.

### XX століття

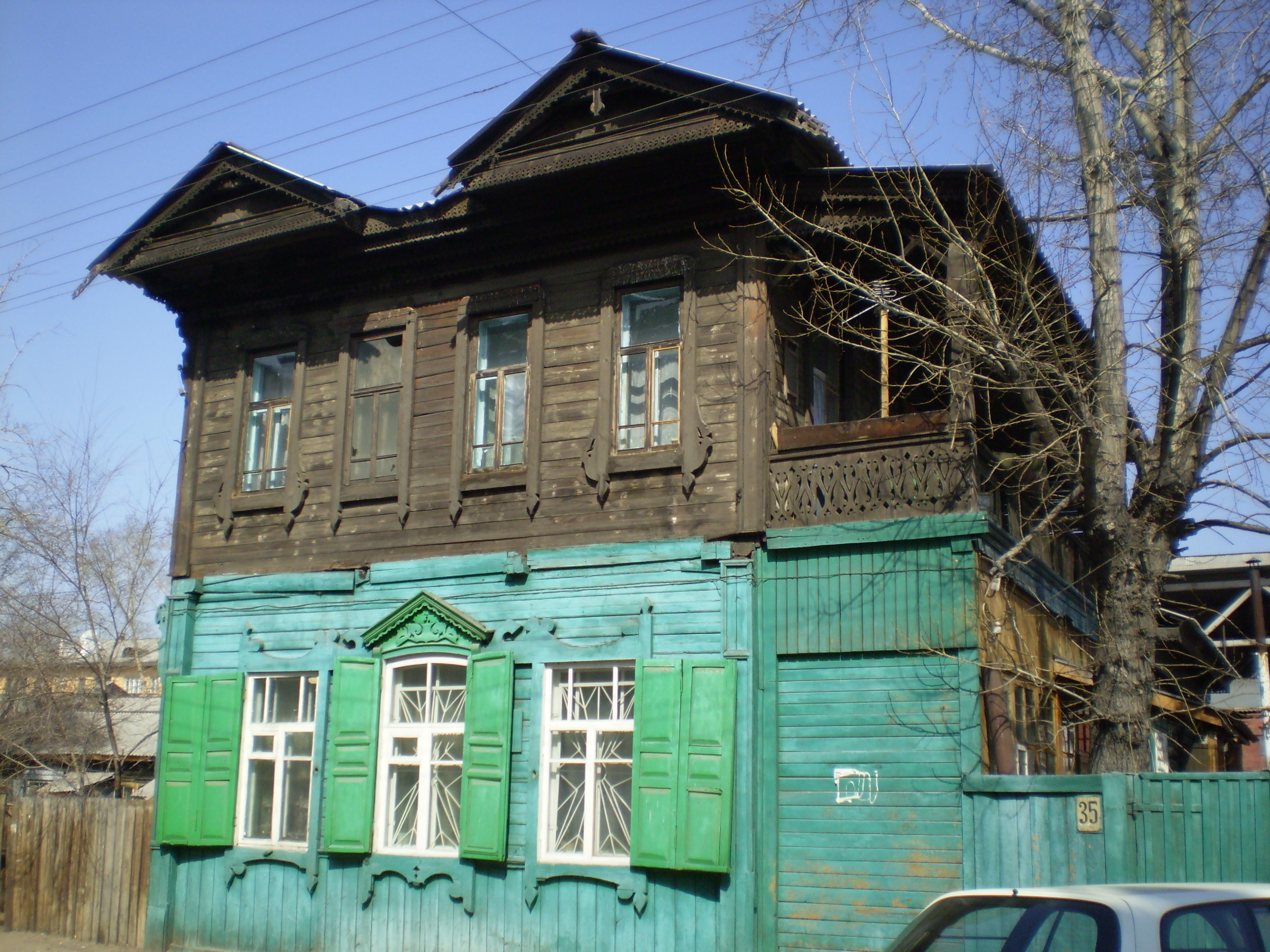
Пам'ятка архітектури садиби Л. Д. Розенштейна. Вул. Свердлова, 35

3 січня 1900 року почалося регулярне залізничне сполучення Забайкальською залізницею. Місто починає освоювати нові простори. Один із кварталів, що примикає до Великої Миколаївської вулиці (нині вул. Леніна), був залишений незабудованим. Так виникла велика Нагірна площа.
На початку ХХ століття на Нагірній площі З. І. Розенштейн збудував кам'яний будинок у стилі модерн. Будинок Самуїла Йосиповича Розенштейна став першим у Верхньоудинську триповерховим будинком.
В 1906 побудований дерев'яний 9-пролітний міст аркового типу через Уду. Проект мосту безкоштовно розробив інженер Ю. Н. Ебергардт.
1908 року на Великій Миколаївській вулиці заборонено будівництво дерев'яних будинків.
До 1913 року чисельність населення міста зросла до 17 тисяч осіб, кількість житлових будівель збільшилася до 2742, у тому числі 141 кам'яну. Забудовуються береги річок, утворюється електричне освітлення. До 1917 року населення Верхньоудинська зросло до 20 тисяч осіб. Виникли селище залізничників у районі вокзалу, селища Нижня Березівка та Верхня Березівка.
Фасади житлових будинків оформляються великими віконними отворами, широко розповсюджуються криті веранди, балкони та відкриті сходи. Фасади та наличники вікон багато прикрашаються різьбленням.

#### Радянський період
30 травня 1923 року утворюється Бурят-Монгольська АРСР і Верхньоудинськ стає столицею республіки.
До 1924, за 10 років (з 1914), населення міста виросло приблизно вдвічі за рахунок біженців. Нові жителі міста стихійно розселялися в «побудовах халупного типу» вздовж залізниці та на Батарейній горі . У місті настає житлова криза, діє Надзвичайна житлова комісія (ЧЖК). 10 вересня 1925 ЧЖК була розформована.
4 вересня 1923 року обов'язковою постановою № 2 Прибайкальський губернський виконком зобов'язав власників будинків влаштувати за однаковим зразком дерев'яні тротуари вулицями: Велика, Лосівська, Думська, Базарна, Проїжджа, Мокрослобідська, Троїцька, Велика Набережна. 6 травня 1924 року обов'язковою постановою № 33 Міський виконком зобов'язав власників та орендарів будинків по вулицях Ленінської, Юного Комунара, Монгольської, Комунальної та Міліцейської висадити дерева біля своїх будинків.
7 листопада 1926 року на Нагірній площі (Площа Рад) відкрився Пам'ятник полеглим борцям за комунізм. Довгий час він був єдиною пам'яткою у місті.
Наприкінці 1920-х — на початку 1930-х років межі міста значно розширилися по північно-східній та південній периферії. Помітною стала забудова за лінією залізниці (з'явилося близько 30 нових кварталів). Центром проведення громадських заходів залишалася площа Революції.
У 1930-ті роки у місті починається велике промислове будівництво. Чисельність мешканців значно зростає. Розмір житлової площі у Верхньоудинську в 1923 році становив 6,93 м ² на особу, а в 1939 році забезпеченість житлом знизилася до 4,77 м ² на особу, що було нижче санітарної норми, яка становила 8 м ². Майже всі будинки вимагали капітального ремонту, маючи в середньому до 75 % зношування.
Нагірна площа забудовується адміністративними будівлями (Будинок Рад, 1931 рік, проект архітектора А. А. А. Оля) і стає другим громадським центром міста.
У 1934 Верхнеудинськ перейменований в Улан-Уде.
У 1934 та 1936 роках приймаються «Генеральні проекти планування та забудови Улан-Уде». Проект 1934 був розроблений проектним інститутом Гіпрогор. У 1930-х років розгортається капітальне житлове будівництво, перерване Великою Вітчизняною війною. З 1923 по 1941 рік житловий фонд зріс із 121,3 тис. м² до 382,4 тис. м². Місто забудовується фрагментарно, великими та малими селищами. Робляться спроби створення житлових комплексів. Наприклад, під час будівництва «соцмістечка» ПВРЗ було створено свій громадський центр, забудова велася з урахуванням умов рельєфу та природного оточення. У 1934—1938 роках будується Палац культури ПВРЗ за проектом архітекторів П. Т. Фабрісова та Н. А. Шматько. Свої соцмістечка були збудовані навколо мехсклозаводу та м'ясокомбінату.
У 1936 році збудовано міст через Селенгу.
1949 року був ще один «Генеральний проект планування та забудови Улан-Уде».

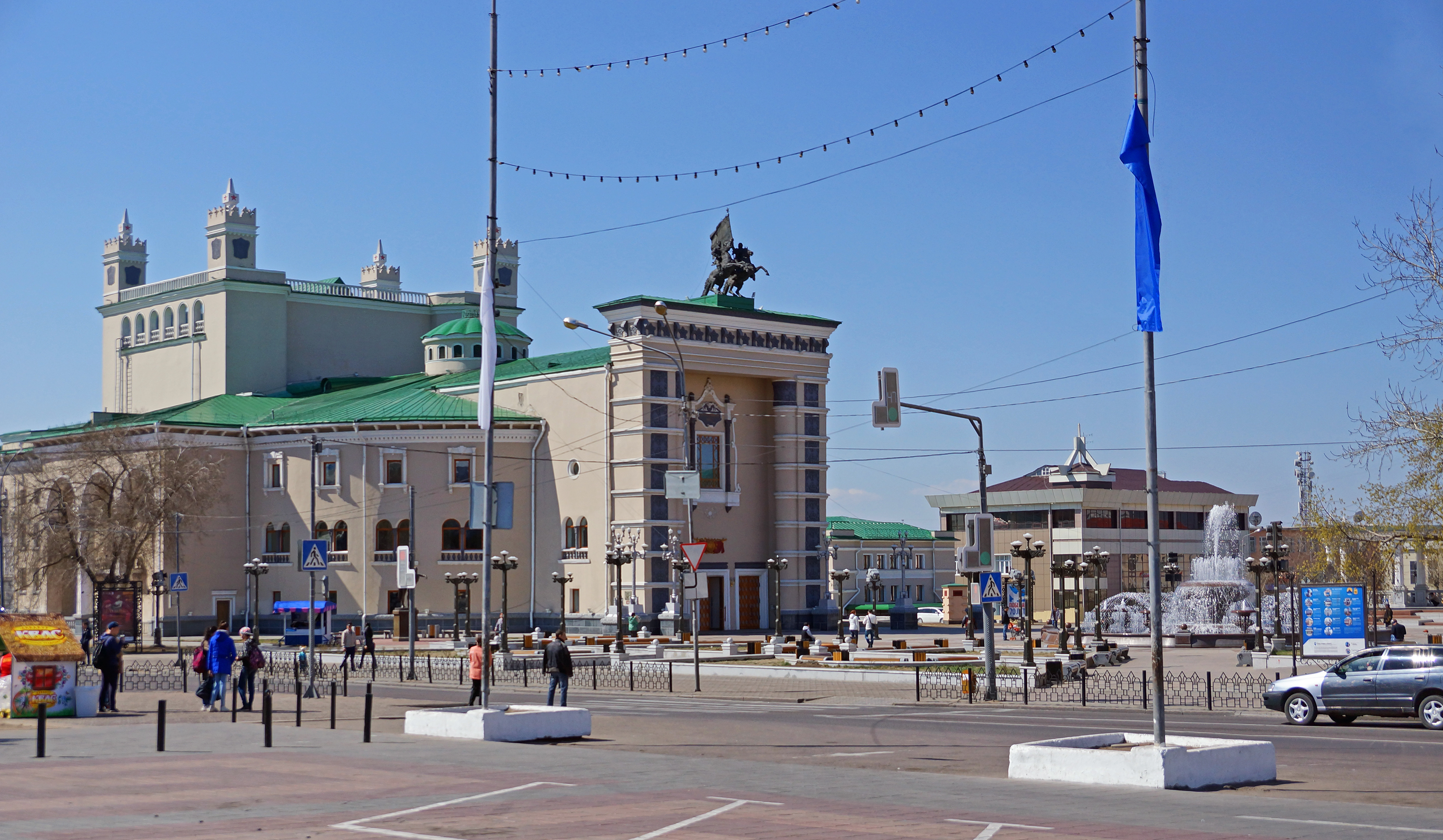
Театр опери та балету

У 1952 році на площі Рад завершилося будівництво будівлі театру опери та балету. Автор проекту — архітектор архітектурно-проектних майстерень Мосради А. Н. Федоров. У другій половині 1960-х років на площі було збудовано будівлі Ради Міністрів (архітектори Р. Н. А. Вампілов та А. Я. Галяутдінов), Бурятського управління будівництва, новий корпус Будинку Рад.

Пам'ятник Леніну

2 листопада 1971 року було відкрито Пам'ятник Леніну. Цим завершилося формування ансамблю головної площі міста.
У 1955 році було розпочато будівництво залізобетонного мосту через річку Уду за проектом Н. Н. Я. Ярцева та Ш. А. Клеймана.
У 1950-х роках здійснюється багатоповерхова забудова по проспекту Перемоги. Троїцька церква виявилася закритою новими будинками і місто втратило один із своїх виразних силуетів.
У 1960-х роках почалося масове великопанельне житлове будівництво.
У 1984 році за участю Іркутського політехнічного інституту було розроблено проект охоронних зон та зон регулювання забудови пам'яток історії та культури міста Улан-Уде.
В 1986 постановою Ради Міністрів РРФСР затверджено Генеральний план міста Улан-Уде, розроблений інститутом Ленгіпрогор.

#### Пострадянський період

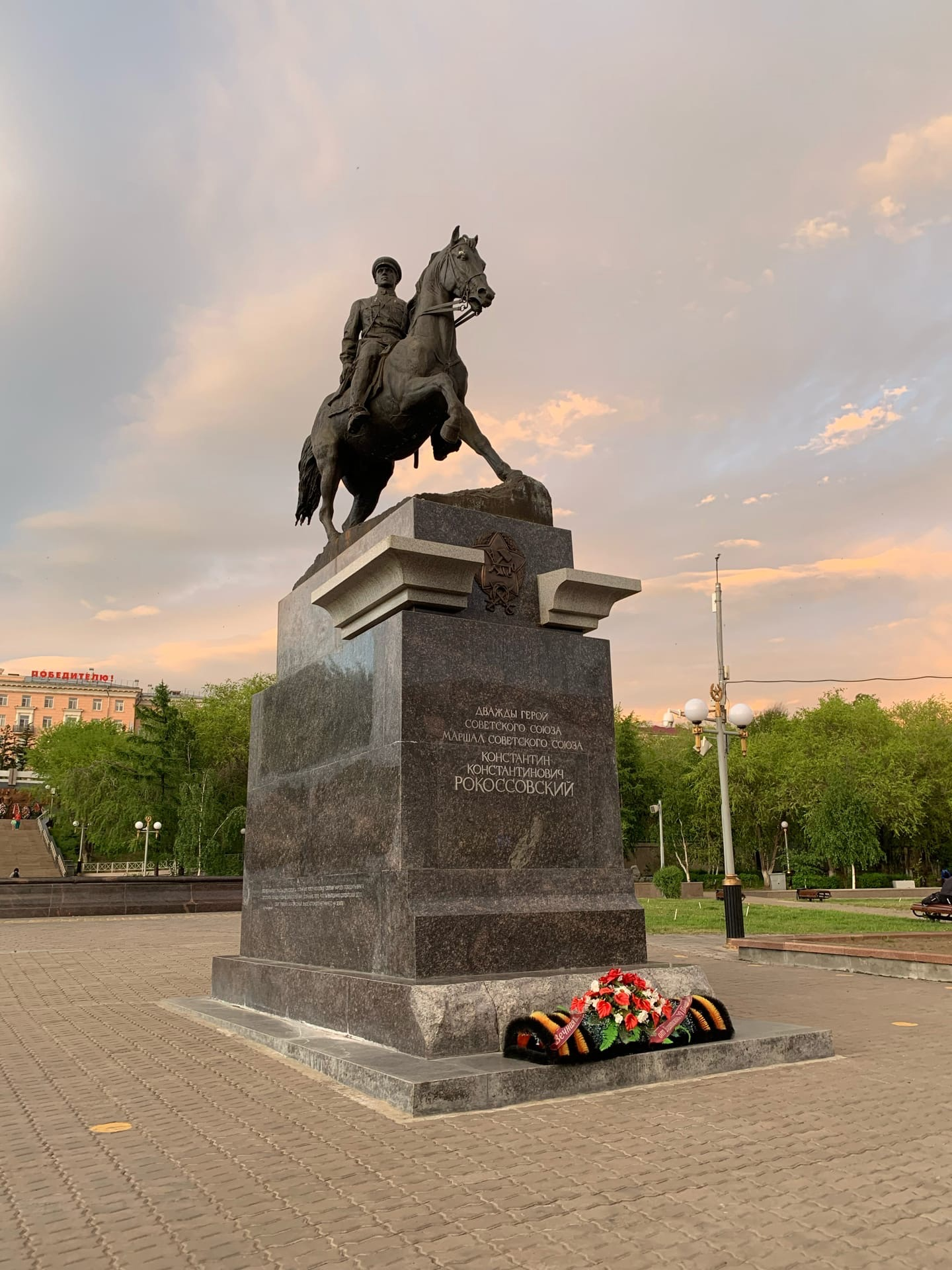
Пам'ятник Маршалу Радянського Союзу Костянтину Рокоссовському на вул. Балтахінова

З 1990 року місто Улан-Уде входить до списку історичних міст Росії. В Улан-Уде на державній охороні знаходяться 52 пам'ятки історії, 177 пам'яток архітектури та містобудування, три пам'ятки монументального мистецтва, одна пам'ятка археології.
Наказом Міністерства культури Російської Федерації, Міністерства регіонального розвитку Російської Федерації від 29 липня 2010 року № 418/339 «Про затвердження переліку історичних поселень» місто Улан-Уде не було включено до списку історичних поселень.